# Marco Mazzoli (conduttore radiofonico)
Marco Donatello Mazzoli (Milano, 20 ottobre 1972) è un conduttore radiofonico, conduttore televisivo e attore italiano naturalizzato statunitense, noto per la sua vittoria al reality l'Isola dei famosi e per la conduzione del programma radiofonico Lo Zoo di 105, ideato da lui e trasmesso dall'emittente Radio 105.

## Biografia
Dopo aver trascorso l'infanzia a Los Angeles, dove il padre Claudio ha lavorato come direttore artistico per la Walt Disney,  ha iniziato la sua carriera nel 1987 partendo in radio locali della Lombardia, come Rovaradio Alta Brianza, Como Radio City, Radio Sei Milano, Radio Kelly Milano, Radio Play Rta, Radio Delta International e Radio Lombardia. Dal 1993 al 1995 ha lavorato per RTL 102.5, Radio Capital (1995-1996) in coppia con Dj Angelo, poi a Station One (1996-1998) con Dj Monta Mix e Wender. In quest'ultima esperienza radiofonica Mazzoli ha iniziato a dar vita a situazioni radiofoniche come la Bastard Inside Line oppure a giochi come Muggisci e vinci.
Nel 1998 ha iniziato la collaborazione con Radio 105, dove ha condotto un programma trasmesso nei fine settimana; passato alla sede di New York, inaugurata nei primi mesi del 1999, ha condotto per 6 mesi 105 New York con Camila Raznovich. Rientrato dagli Stati Uniti, ha ideato e condotto Lo Zoo di 105, inizialmente in onda dalle 16 alle 18, per poi passare nella fascia dalle 7 alle 10 del mattino. Nel maggio del 2002, Mazzoli apre una puntata dello Zoo insultando l'allora suo tecnico Gibba. Il programma viene sospeso per circa due mesi, per poi ricomparire in onda dalle 12:00 alle 14:00. Nell'ottobre dello stesso anno, il programma viene spostato dalle 14:00 alle 16:00, orario che ricopre tuttora.
Il 12 agosto 2006 parte (assieme ad altri 5 italiani) per la missione Uno Zoo in fuga - Route 66 USA percorrendo, in 13 giorni, la Route 66: partenza da Chicago e arrivo a Los Angeles, in sella ad una MV Agusta Brutale. Ad accompagnarlo Fabio Alisei, Lorenzo Cocco (amministratore delegato di MV Agusta), Tony Palmieri, e un altro amico. Nel 2008, vince il primo premio al Montecarlo Film Festival (Angel Awards) con la sua prima sceneggiatura intitolata The Theory: il film parla di una teoria sull'esistenza umana sulla Terra.
Nel 2009 partecipa, come navigatore di Riccardo Bossi, al Monza Rally Show sulla vettura Abarth Grande Punto S2000. Ripeterà un'esperienza simile nel 2012, questa volta affiancando Andrea Liberini, al Rally di Franciacorta, su Peugeot 207 S2000. Il 21 settembre 2011 è uscita la sua biografia, intitolata Radiografia di un DJ che non piace, scritta con il cugino scrittore Davide Simon Mazzoli, edita da Rizzoli, e il 27 novembre 2012 è pubblicato, per Mondadori, Non mollare mai! - Sfighe e rivincite dello Zoo di 105.
Il 21 settembre 2013, a Trieste, viene premiato alle Cuffie d'Oro come personaggio "RadioSocial" (voto popolare tramite Facebook). Nella stessa serata, lo Zoo di 105 riceve il premio "Battute&Risate" come miglior programma comico. Dal 23 dicembre 2013 conduce su Revolution 93.5, radio locale di Miami di sola musica dance, il programma "The Italian Brunch". Il 28 gennaio 2014 è stato pubblicato per Mondadori il suo terzo libro, primo romanzo, The Theory - Il codice del destino, tratto dall'omonima sceneggiatura del 2008.
In maggio 2014 esce il suo primo singolo con il rapper statunitense Flo Rida, intitolato Light Up My Life. Il 19 settembre 2014 annuncia la chiusura dello Zoo di 105 dopo 15 anni. Il 26 settembre 2014 riapre lo zoo di 105 con una puntata speciale di quattro ore. Il giorno dopo Marco Mazzoli è ospite a Radio Deejay nel programma "Sabato Sega" di Wender e di Fabio Alisei. Il 26 ottobre 2014 pubblica il suo secondo singolo in collaborazione con Paolo Ortelli, dal titolo Remember It's You. 
Il 5 febbraio 2015 ha ottenuto la cittadinanza americana. Dal 1º maggio 2015 è diventato editore e direttore della radio locale di Miami Evolution 935 (ora Revolution 935) e conduce il programma Welcome to the zoo. Nel 2017 ha partecipato alla seconda edizione del Grande Fratello VIP. Il 31 marzo 2016 esce il film On Air - Storia di un successo diretto da suo cugino Davide Simon Mazzoli, dove racconta la sua vita fino ad arrivare al successo.
Il 28 febbraio 2023 torna a pubblicare un libro insieme al cugino Davide Simon, intitolato Otto ..... di storie ed edito da Mondadori. Dal 17 aprile dello stesso anno ha partecipato come concorrente alla diciassettesima edizione de L'isola dei famosi, su Canale 5, in coppia con il collega Paolo Noise. Il 19 giugno 2023, dopo 64 giorni, ha vinto il reality.

## Programmi
- Caos Time (Videomusic, 1994-1996) - conduttore
- Festival di Castrocaro (Rai 1, 1995) - co-conduttore
- Winter Park (Italia 1, 1995) - conduttore
- Mio Capitano (Rai 2, 1997) - conduttore
- Numero Zero (Rai 3, 1997) - co-conduttore
- Bar Show (Match Music, 1999) - conduttore
- Express (Italia 1, 1999) - co-conduttore
- Night Express (Italia 1, 2000) - co-conduttore
- Beach Party (Italia 1, 2000) - co-conduttore
- My Compilation (Rai 2, 2002) - co-conduttore
- Sexy Boxy (Odeon TV, 2005) - conduttore
- Striscia la notizia (Canale 5, 2006-2007) - inviato
- Lo Zoo di 105 (Comedy Central, 2008-2012; MTV, 2009) - conduttore
- Grande Fratello VIP 2 (Canale 5, 2017) - concorrente
- Teste di Casting (Italia 1, 2017) - conduttore
- L'isola dei famosi 17 (Canale 5, 2023)
- Tilt - Tieni il tempo (Italia 1, 2024)

### Radio
- 105 New York (Radio 105, 1998)
- Lo Zoo di 105 (Radio 105, 1999 - in corso)

### Podcast
- 2046 - il podcast (Mediaset Infinity, 2024)

## Filmografia

### Attore

#### Cinema
- On Air - Storia di un successo, regia di Davide Simon Mazzoli (2016)
- The Tracker, regia di Giorgio Serafini (2019)
- Ritorno al presente, regia di Toni Fornari e Andrea Maia (2022)
- Uomini e altri inconvenienti, regia di Giorgio Serafini (2024)

#### Televisione
- Mario – serie TV (2013) - special guest

### Doppiatore
- Lui in PAPmusic - Animation for Fashion

## Vicende giudiziarie
L'8 ottobre 2012 dedicò, insieme a Gilberto Penza, un'intera puntata dello Zoo di 105 a Rossella Brescia, affermando tra l'altro che la showgirl aveva "inventato un modo nuovo per arrivare in televisione senza fare la gavetta" (con riferimento alla relazione sentimentale che la legava al regista di Buona Domenica Roberto Cenci). Questa considerazione, unita ad alcune battute a sfondo sessuale, offese la conduttrice che querelò i due per diffamazione. Nel 2013 si trasferisce in America in seguito a contestazioni e procedimenti con l'agenzia delle entrate , successivamente, il 13 gennaio 2016, Mazzoli e Penza vengono giudicati colpevoli e condannati a 16 000 euro di multa (sanzione di tipo penale) e a 15 000 di risarcimento alla persona offesa, che si era costituita parte civile. Nell'autunno 2021 perde un procedimento giudiziario con il noto conduttore radiofonico e televisivo David Parenzo per delle espressioni definite "antisemite" ed è costretto al pagamento di una sanzione di circa 21 mila euro.

## Opere
- Radiografia di un dj che non piace (scritto insieme a Davide Simon Mazzoli), Rizzoli, 2011, ISBN 978-88-17-05132-3
- Non mollare mai - Sfighe e rivincite dello Zoo di 105 (scritto insieme a Davide Simon Mazzoli), Mondadori, 2012, ISBN 978-88-04-62319-9
- The Theory - Il codice del destino, Mondadori, 2014, ISBN 978-88-04-63561-1
- Otto ..... di storie (scritto insieme a Davide Simon Mazzoli), Mondadori, 2023, ISBN 978-88-04-76438-0